# Eirik Hornborg
Eirik Mikael Hornborg, född 29 september 1879 i Helsingfors, död där 29 december 1965, var en finlandssvensk historiker, politiker, författare och skolman. 

## Biografi
Hornborg var son till Albrecht Hornborg och Alma Hornborg, född Hornborg, och äldre bror till författarna Torsten och Harald Hornborg. Eirik Hornborg gifte sig 1918 med Ingeborg Ilmoni. Hornborg blev fil. kand. 1901 och verkade som lärare i historia och svenska vid olika privatskolor i Helsingfors 1900–1944. 1907–1915 var han föreståndare för Nya svenska flickskolan i Helsingfors. Den skola han kanske mest kan förknippas med är dock Lönnbeckska samskolan där han var föreståndare 1914–1918. Efter att ha skrivits in i klass I vid skolans första inskription blev han som enda student 1897 den första att ha genomgått skolan.  
Under första världskriget anslöt sig Hornborg till jägarrörelsen och verkade som soldat vid 27:e preussiska jägarbataljonen 1916–1917. Vid de rödas maktövertagande i Helsingfors planerade han att ansluta sig till någon av de lokala skyddskårerna i Östra Nyland men förmåddes av Svenska folkpartiet att stanna i huvudstaden "för att finnas till hands". Han höll sig gömd, eftersom han var efterlyst av de röda som dömt honom till döden. Vid stadens befrielse deltog han i en skyddskårspluton som invecklades i gatustrider.
Trots att Hornborg till sin utbildning var skolman och skolrektor kom han i hög grad att bli en politisk person, först som ledamot av lantdagen, senare som representant för Svenska Folkpartiet i Finlands riksdag mellan 1924 och 1927. Han var 1923–1926 ordförande i försvarsrevisionen och 1945 för den kommitté som utredde Finlands utrikespolitik under andra världskriget.
Hornborg bekämpade energiskt Lapporörelsen. Han såg i denna folkrörelse ett hot mot rättssamhället och den hävdvunna ordningen och varnade för totalitära tendenser. Enligt hans mening utgjorde kommunismen vid denna tid (från 1929) inget akut hot, varför extraordinära åtgärder mot denna var omotiverade.

### Historiskt författarskap
Som författare och skribent under sju decennier var Hornborg oerhört produktiv. 1981 utgavs en förteckning över hans skriftalster: ”Eirik Hornborgs i tryck utgivna skrifter 1897–1968.” Bibliografin på 178 sidor omfattar över 1400 nummer. Han var medlem av tidskriften Nya Argus redaktion från 1927 till 1948. Enbart i denna skrev han mer än 300 artiklar. 1934–1947 var han ordförande för Svenska litteratursällskapet i Finland. Sistnämnda år ställde han sin plats till förfogande efter att sällskapet den 5 februari 1947 tilldelat Gunnar Björling Ida Rosqvists pris för sin diktsamling ”Luft är och ljus”. Hornborg var starkt kritisk till den litterära modernismen och dess utsvävningar. Om Björling och hans likars arbeten skrev han bl.a.: ”De är ej skrivna på svenska – om också med till största delen svenska ord – och över huvud ej på något språk i ordets fastslagna betydelse.”
Vad gäller Hornborg som historiker berättade han själv att hans historieintresse från början inte var vetenskapligt utan istället vad han kallade estetisktromantiskt, kanske en förklaring till varför han aldrig fullföljde de planer på en doktorsavhandling han i 25-årsåldern umgicks med. Skolarbete, politik, och skönlitterärt författarskap tog upp det mesta av hans tid under 1900-talets två första decennier. Med tiden kom han dock att ägna sig allt mer åt historia och hans dragning åt fältet fick en mer vetenskaplig syftning. Det historiska författarskapet kom att bli mycket omfattande med storslagna synteser av historiens väldiga stoff. Han blev hedersdoktor i såväl Stockholm (1936) som Helsingfors (1950). 

### Vältalighet
Hornborg var enligt många en ypperlig talare, den enda finländare som finns representerad i antologin ”Världens bästa tal”. Olof Lagercrantz skrev om honom: ”Han hörde till de stora talarna… jag tror inte det under hans tid fanns någon talare att jämföras med honom i de nordiska länderna.” Efter ett tal i Stockholms Konserthus beskrevs hans vältalighet enligt följande: ”Ingen kan som Hornborg måla upp de stora sammanhangen med några få, dramatiska ord… huden knottrar sig på en, man känner sig liten och förlorad… ända tills mannen med den mäktiga finländska stämman… med sina ord, lyfter upp en och vänligt makar in en på ens plats i det stora sammanhanget" 
Efter Hornborgs död stiftades en minnesfond av en grupp där bland andra Georg Henrik von Wright ingick.